# Stade Ciro Machado do Espírito Santo
Le Stade Ciro Machado do Espírito Santo (en portugais : Estádio Ciro Machado do Espírito Santo), également connu sous le nom de Defelê, est un stade de football brésilien situé à Brasilia, la capitale du pays.
Le stade, doté de 1 000 places et inauguré en 1960, sert d'enceinte à domicile à l'équipe de football du Real Brasilia.
Le stade porte le nom de Ciro Machado do Espírito Santo, ancien vice-président du Defelê.

## Histoire
Le stade ouvre ses portes en 1960. Il est inauguré le 18 décembre 1960 lors d'une victoire 5-0 des locaux du Defelê sur le Grêmio Brasiliense (le premier but officiel au stade étant inscrit par Ely, joueur de Defelê).
Les travaux du stade se terminent définitivement en 1963.
À partir du 29 février 2020, date de la fin de rénovation du stade, le club du Real Brasilia joue ses matchs à domicile au stade Ciro Machado do Espírito Santo,.
Le premier match du nouveau stade rénové a lieu le 1er mars 2020 lors d'une défaite 1-0 des locaux du Real Brasilia contre le Brasiliense FC (le but étant inscrit par Zé Love).